# 크리스 판 베인
크리스 판 베인(네덜란드어: Chris van Veen 1922년 12월 19일 ~ 2009년 11월 9일)은 네덜란드의 정치인이다. 
1922년 헬데를란트주 Barneveld에서 태어난 그는 자위트홀란트주에서 자랐다. 2차 세계대전 당시에는 Oude Tonge에서 공무원으로 일했으며 종전 후에는 라이스바이크에서 나중에 기독교 역사 연합의 리더가 되는 Henk Beernink 밑에서 일하게 된다. 후에 그는 크리스 판 베인에게 정치 활동을 권유했으나 그는 공부를 하고 있었다. 그는 하버드 경영대학원의 시험을 통과하고 암스테르담 자유 대학교에서 법을 공부했다. 호흐페인에서 시 비서를 맡은 그는 1964년부터 1967년까지 흐로닝언의 지방 자치체 비서로 일했다. 암스테르담 자유 대학교를 졸업한 그는 네덜란드의 경영자단체연합의 대표였으며 노동조합 연맹의 빔 코크와 대척점에 서있었다고 평가된다. 후에 그는 1982년 빔 코크와 함께 바세나르 협약을 체결하여 인금인상억제정책이 실시하게 된다. 네덜란드 경영자단체연합을 이끌기 전에는 정치에 몸담았다.